# Magnolia lucida
Magnolia lucida este o specie de plante din genul Magnolia, familia Magnoliaceae. A fost descrisă pentru prima dată de Bao Liang Chen și S.C.Yang, și a primit numele actual de la Venkatachalam Sampath Kumar. Conform Catalogue of Life specia Magnolia lucida nu are subspecii cunoscute.